# بخش تیولو

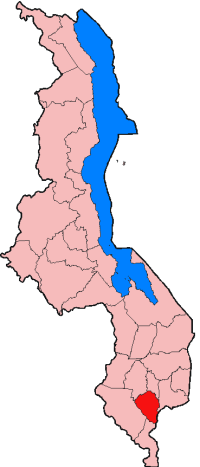
Thyolo District

بخش تیولو (انگلیسی: Thyolo District) یکی از بخش‌های کشور مالاوی است.
این بخش ۱٬۷۱۵ کیلومتر مربع مساحت و ۴۵۸٬۹۷۶ نفر جمعیت دارد و مرکز آن شهر تیولو می‌باشد.